# Білоруська етнічна територія
Білору́ська етні́чна терито́рія — територія компактного розселення  білорусів як етносу, джерело їх етногенезу та їхня етнічна історія. Належне етнічній території географічне середовище — не тільки сфера проживання  білорусів, але і життєва основа, яка обумовлює специфіку господарських занять і творчої культури.

## Чинники формування
Існування Великого князівства Литовського створювало умови для формування білоруської народності.
Перша група чинників утворення білоруської народності — політичні. Необхідність боротьби з агресією німецьких феодалів і монголів, входження білоруських земель до складу Великого князівства Литовського сприяли створенню політичних умов для зміцнення зв'язків між різними територіальними частинами населення Білорусі, його консолідації і інтеграції з сусідніми народами. У межах Великого князівства Литовського була ліквідована система місцевого князювання і створений інститут намісництва, організовано єдине державне управління, введено єдине законодавство, що свідчило про утворення системи політико-правової централізації в країні, посилення політичних зв'язків між її різними територіями.
Однак політичне об'єднання повністю не знищило локальної автономності окремих земель. Залежно від умов переходу різних білоруських, російських і українських земель у Литовського князівства визначався і їхній статус, деякі території довгий час зберігали в значній мірі свою самостійність. Загалом, в суспільно-політичному житті князівства спостерігались як об'єднавчі, так і сепаратистські тенденції, що ускладнювало процес формування білоруського народності.
Утворенню білоруської народності сприяв і ряд економічних чинників. Економічною основою етноутворюючих процесів були подальший розвиток сільського господарства (заміна двопілля та інших архаїчних форм — лісового пералогу, ріллі наїздом, підсіки — попарною зерновою системою трипілля), вдосконалення ремесла (разом з традиційними ремеслами — гончарство, ткацтво, бондарство, обробка дерева, кістки, металів і інші поширювалися нові види ремісничої діяльності — виготовлення паперу, виливок скла в скляних заводах, книговидавництво тощо), розширення торгівлі на території від Прип'яті до Західної Двіни і від Німану до Дніпра. Зростала роль великих міст Білорусі — Полоцька, Могильова, Гродно, Вітебська і інших як центрів регіональної і транзитної торгівлі, засобів зміцнення територіально-економічних зв'язків білоруських земель.
Поступово в Великому князівстві Литовському встановлювалася єдина грошова система, основною монетою ставав грошовий знак місцевого виробництва — литовська полушка, яка карбувалася на монетному дворі у Вільно. Також йшов процес встановлення торгово-вимірювальних стандартів, деякі з них були узаконені в статутах Великого князівства Литовського. Розвиток товарно-грошових відносин і внутрішніх господарських зв'язків сприяло інтенсифікації етнічних, економічних і соціальних контактів, етнокультурної та мовної інтеграції.
Разом з тим в умовах феодального способу виробництва з його натуральною системою господарювання об'єднавчі процеси обмежувалися регіональними, а не загальнодержавними зв'язками, створенням локальних ринків навколо міст і містечок. Незважаючи на певну уніфікацію окремих вагових одиниць, на території Білорусі спостерігалася стійкість локальної метрології (бочка і напівбочка «мінська», «лукомльська», «відро пінське», «берестейське», ваги «полоцькі» тощо). Це відображало слабкість економічної і етнічної інтеграції.
З попередніми етноутворюючими факторами тісно пов'язані соціальні чинники. Подальший розвиток феодальних відносин, поступове встановлення кріпосного права сприяли консолідації багатьох категорій населення земель Білорусі в соціальні групи із загальними правами та обов'язками для кожної з них. Так, різні категорії світських феодалів консолідувалися в шляхетський стан, до якого належала провідна роль в державному управлінні. Окремим станом було духовенство. Формувалися також стани кріпаків і міщан — жителів міст і містечок. Цей процес сприяв встановленню набагато ширших зв'язків в рамках кожного стану і між ними. Так соціальні умови впливали на утворення білоруської народності.
На формування етнічної території білорусів поруч з політичними, економічними і соціальними чинниками грав певну роль конфесійний чинник. Конфесійний антагонізм активізував складання і зміцнення різних форм самосвідомості населення. Ознака віри ставала своєрідною ознакою народу, а боротьба за віру було частиною боротьби за його самобутність.
Більшість східнослов'янського населення дотримувалося православ'я. Однак після Кревської унії почався активний наступ католицької віри. Литовській знаті, що була католиками, дані привілеї, яких не мала православна шляхта. До активної участі в державних справах довгий час не допускалися також і вищі кола православного духовенства.
Сукупність діяльності етноутворюючих факторів сприяло формуванню білоруської народності і таких її загальних ознак, як етнічна територія, відносна спільність мови, своєрідна матеріальна і духовна культура, етнічна самосвідомість і самоназва.

## Ознаки білоруського етносу
Важливою ознакою білоруської народності періоду її формування була територіальна єдність розселення східнослов'янського населення.
Ядро етнічної території білоруського народності в основних рисах відповідало ареалам проживання її древніх предків — кривичів, дреговичів і радимичів. Західноруське населення, яке проживало на колишній території кривичів, було залучено до процесів формування білоруської (смоленсько-полоцька група кривичів) та російської (північно-східна група кривичів, яка примикає до верхньої Волги) народностей. Південна межа етнічної території білорусів охоплювала правобережжя Прип'яті і в основному збігалася з ареалом розселення дреговичів, а в період феодальної роздробленості — з південним кордоном Туровського князівства. Територія, на якій формувалася білоруська народність, частково включала землі розселення радимичів. Східний кордон радимичів доходила до лінії — Рославль, Хотимськ, Клетня, Десна, Стародуб, Трубчевськ.

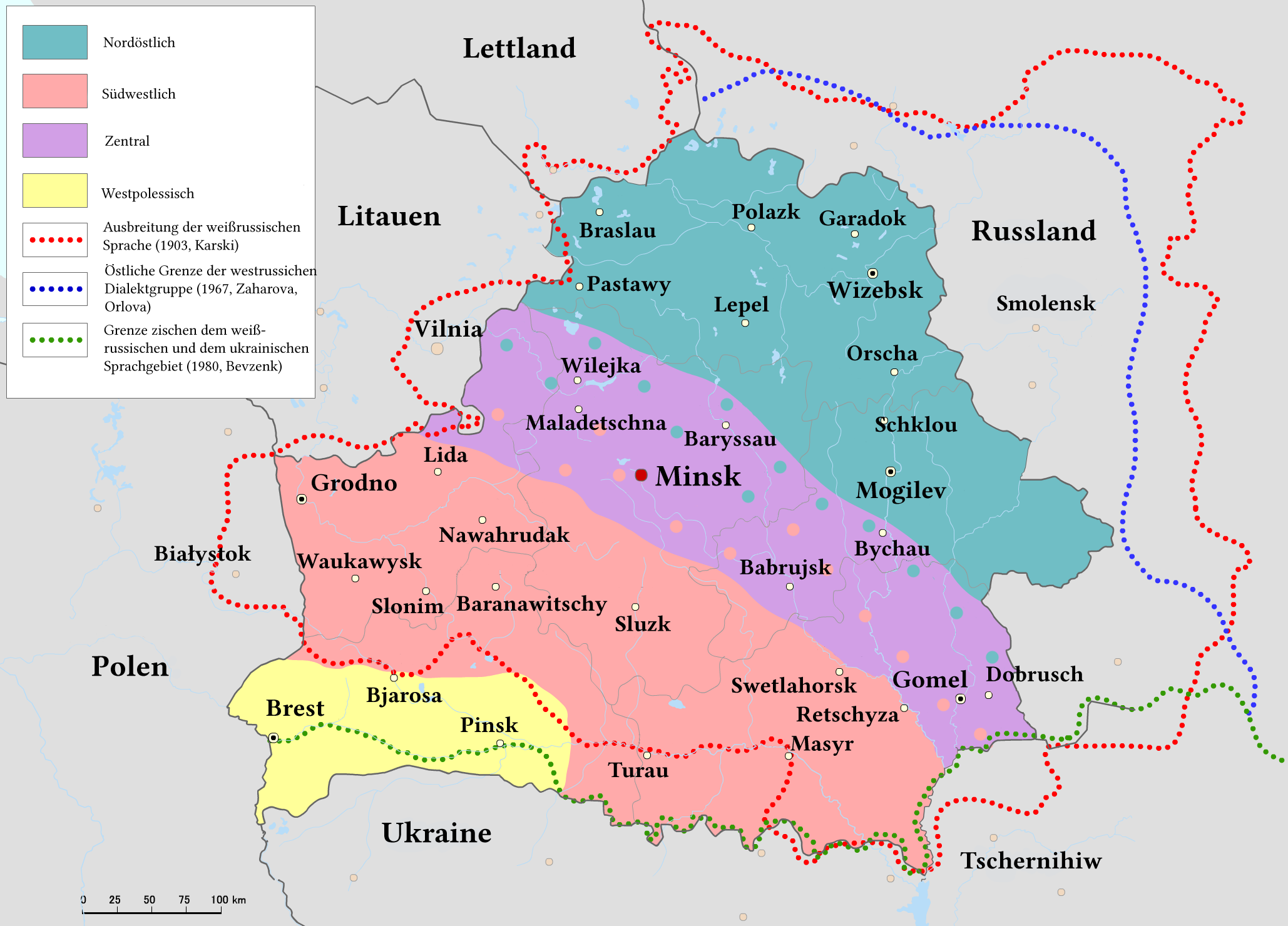
Білоруський мовний кордон (за даними мовознавців)

Етнічна межа між балтійським і слов'янським населенням, яка встановилася до XIII ст. приблизно по лінії Мерач-Траб (близько Ошмяни)-озеро Свір (близько Браслава), в наступні три сторіччя майже не змінилася. Крім того, на формування етнічної території білоруської народності впливали колонізаційні процеси, які відбувалися в різних регіонах Занемоння, Підляшшя, Поприп'яті, Північно-Західної Білорусі.
На території сучасної Білорусі існував досить компактний ареал розселення східнослов'янського населення. Крім нього до складу білоруського етносу були влиті окремі групи західнослов'янского (поляки), балтійського (як східнобалтійського — литовці, латгали, так і західнобалтійського — пруси, ятвяги, жемайти) і тюркського (татари) населення. Вони жили поруч зі слов'янами і з'явилися додатковим компонентом утворення білоруської народності. Але їхня наявність взагалі не порушувала цілісності етнічної території білорусів.
На етнічній території білорусів відбулися значні зміни в мові східнослов'янського населення. Протягом XIV—XVI ст. на основі давньоруської мови розвивалися такі специфічні риси білоруського мови, як тверде «р» (горобина, береза), «декання» і «цекання» (дєти замість дєтии), «акання» і «якання» (король, лобода), приставні звуки на початку слова (восень замість осень, вобраз замість образ). Формувалася розмовна мова як засіб спілкування між людьми. В лексику цієї мови потрапляли запозичення з польської, балтійської і деяких західноєвропейських мов, що надавало їй специфічне забарвлення.
Матеріальна і духовна культура нового, східнослов'янського етносу базувалася на ряді елементів, успадкованих насамперед з давньоруського часу. Другою її складовою частиною були нововведення, що торкнулися сімейного та суспільного побуту, науки, освіти, фольклору, звичаїв і обрядів, мистецтва. Третьою частиною комплексу культури були елементи, запозичені у сусідніх народів.

## Етапи формування білоруського етносу
Етнічними прийнято вважати землі, на яких проживає переважна більшість представників певного етносу. Складанню етнічної території білоруського народу, його компактному розселенню і активності процесів етносоціальної консолідації сприяло утворення державності на білоруських землях. На думку більшості вчених, цей процес почався ще в IX—XII століттях в період існування держав-князівств, особливо Полоцького і Туровського, і продовжений в період формування та розвитку Великого князівства Литовського в XIII—XV століттях.

### Велике князівство Литовське

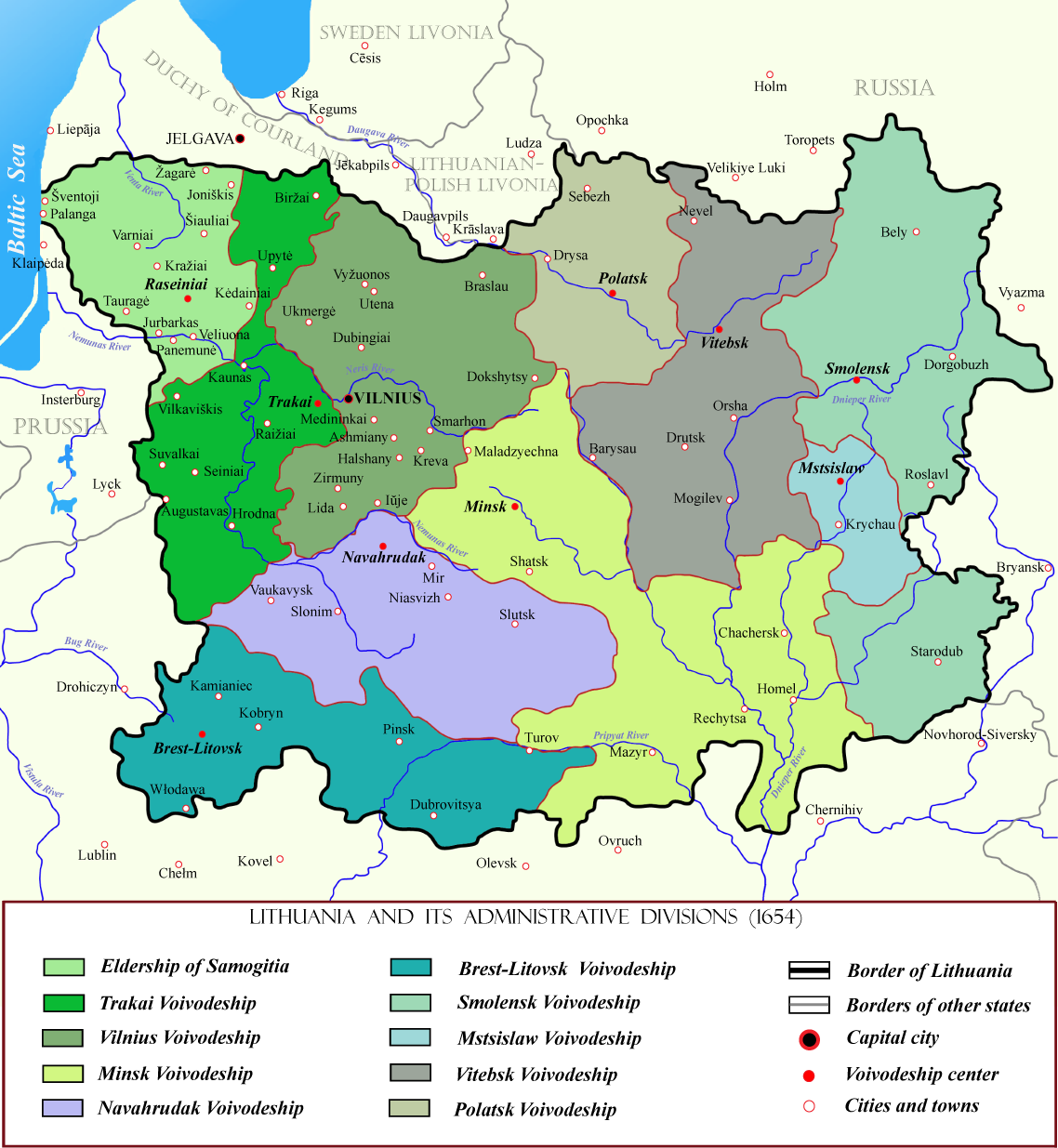
Адміністративний поділ Великого князівства Литовського

Саме в цей час білоруські землі були об'єднані в межах однієї держави, що, безумовно, позитивно позначилося на розвитку білоруського етносу. Спочатку до складу ВКЛ увійшли західні білоруські землі з центрами в Новогрудку, Слонім, Вовковиську, Гродно. Вони стали справжніми етнополітичними форпостами східних слов'ян в змішаній Балтсько-слов'янській області. У 1307 році в ВКЛ увійшла територія сучасної центральної Білорусі, а в 1340 голу, внаслідок перемоги армії ВКЛ над Галицько-Волинським князівством, приєднана українська Берестейська земля. Однією з останніх до складу Великого князівства Литовського увійшла Мстиславська земля (1358), а також Смоленщина (1404). До XV століття Велике князівство Литовське по площі було одним з найбільших державних утворень Європи і включало білоруські землі, Литву (Жмудь), Латвію (Латгалію), значну частину сучасної України, а також Брянщину і Смоленщину. Саме в цей період активізувався процес складання єдиної і цілісної етнічної території білорусів.

### Річ Посполита
Підписання Великим князівством Литовським і Польщею Люблінської унії (1569) і входження білоруських земель до складу строкатої за етнічним складом Речі Посполитої сприяло збільшенню ареалу інтеграційних процесів, розширенню міжетнічних зв'язків. У цей період на територію Білорусі проникло безліч етнічних елементів мови і культури, соціальних і політичних відносин інших народів, які проживали в складі Речі Посполитої. Незважаючи на ряд негативних моментів в історії в XVII—XVIII століттях (численні війни, скорочення населення, міграції), характер розселення білорусів в даний період залишався компактним, а цілісність етнічної території забезпечувалася збереженням політичної автономії ВКЛ. Виняток склали землі Смоленщини, заселені в основному білоруськомовним населенням, але відійшли до Російської держави.

### Російська імперія
Наприкінці XVIII століття в результаті приєднання Білорусі до Російської імперії етнічна територія білорусів була розділена па два генерал-губернаторства: Білоруське, в складі Вітебської і Могильовської губерній, і Литовське, яке складалося з Мінської, Гродненської, Віленської губерній. Межі губерній були встановлені без урахування етнічної приналежності білорусів. У 1796 році білоруські землі за указом імператриці Катерини II були включені до «кордону єврейської осілості», що призвело до значного збільшення кількості євреїв на цій землі і внесло нові риси в етнічний розвиток білоруського народу.
У другій половині XIX століття етнографічні та історичні дослідження цілого ряду вчених, в тому числі М. Довнар-Запольського, Е.Карського, Н.Нікіфоровського, Е. Романова, П. Безсонова, дозволили науково визначити територію проживання білорусів. Однією з найбільш визнаних версій у визначенні меж розселення білоруського народу вважається версія академіка Е. Ф. Карського, який в першому томі своєї монографії «Білоруси», досліджуючи походження білоруського народу і позначаючи його етнічні кордони, запропонував етнографічну карту Білорусі початку XX століття. Згідно з картою білоруси становили більшість населення не тільки на споконвічно білоруських землях, але також і в ряді повітів Орловської, Віленської, Калузької, Ковсенської, Курляндської, Псковської, Смоленської, Тверської, Чернігівської губерній.

### Білоруська народна республіка
Революції лютого і жовтня 1917 року призвели до розпаду Російської імперії та формування нових держав на її території. Нова радянська влада вже 2 листопада 1917 року в «Декларації прав народів Росії» проголосила право націй на самовизначення, однак насправді прагнула зберегти цілісність російської території. У зв'язку з цим білоруські землі стали фігурувати як Західна область (Вітебська, Могилевська, Віленська, Мінська губернії) і отримали свої органи нової влади — Обласний виконавчий комітет і Рада Народних Комісарів. Ставлення більшовиків до етнічної території білорусів були вкрай суперечливими. З одного боку, вони ставили перед собою мету здійснити світову соціалістичну революцію і виступали за ліквідацію державних кордонів взагалі, а з іншого боку, в національно-визвольному русі народів, що проживали на околицях колишньої Російської імперії, вони бачили союзника в боротьбі за владу. Так чи інакше, більшовики, які прийшли до влади і на Білорусі, не поспішали визнати її етнічну територію.

«Етнографічна карта Європи» (1918), опублікована Й. Габрісом в Лозанні (Швейцарія) при Комітеті Націй

У цей же період відновила свою діяльність перша національна партія білорусів — Білоруська соціалістична громада, яка після розгону Всебілоруського з'їзду (грудень 1917 року) розпочала діяльність по створенню державності на білоруських землях. В умовах німецької окупації активісти Громади проголосили створення Білоруської Народної Республіки (II Статутна грамота — 9 березня 1918 року). Це державне утворення, яке існувало чисто формально (його не визнали в світі: воно було створено в умовах відсутності окупаційних німецьких військ), «мало об'єднати всі землі, де жив і мав чисельну перевагу білоруський народ, а саме Могильовщину, білоруські частини Мінщини, Гродненщини (з Гродно і Белостоком), Віленщини, Вітебщини, Смоленщини, Чернігівщини та прикордонних частин сусідніх губерній, заселених білорусами». Керівництво БНР використовувало різні дипломатичні методи, щоб захистити цілісність і неподільність етнічної території білоруського народу. Але оскільки це не відповідало геополітичним інтересам могутніх сусідів Білорусі, зберегти цілісність етнічної території діячам БНР не вдалося. 3 березня 1918 року у Брест-Литовську (Бересті) між Німеччиною і Радянською Росією було підписано мирний договір, згідно з яким 85 % території Білорусі відходило до Німеччини, а 15 % — до Росії. Білоруські землі виявилися розділеними на три частини: Західна Білорусь (Гродненська і частина Віленської губерній) була безпосередньо приєднана до Німеччини і отримала назву «Нова Східна Пруссія»; Центральна Білорусь (Мінська, частина Вітебської і Могильовської губерній) вважалася тимчасово окупованій німцями територією; Східна Білорусь (решта Вітебської і Могильовської губерній) переходила до Росії.

### Радянський період
Після поразки Німеччини в Першій світовій війні її війська змушені були покинути білоруську територію. Перед більшовиками постало питання створення державності на цих землях. Остаточно це питання було розглянуто на VI Північно-Західній конференції РКП(б) 30 грудня 1918 року. З ініціативи Москви конференція ухвалила рішення про проголошення Радянської Соціалістичної Республіки Білорусі. До її складу увійшли Вітебська, Гродненська, Мінська, Могильовська, Смоленська губернії, а також частина Ковенської, Чернігівської та Віленської губерній. Однак, у зв'язку зі складною зовнішньополітичною обстановкою, зумовленою війною з Польщею, РСРБ 16 лютого 1919 року передала Радянській Росії Вітебську, Смоленську, Могилевську губернії, а 27 лютого решту земель ССРБ були об'єднані з Литвою в Литовсько-Білоруську РСР. Це державне утворення стало своєрідним буфером між Росією і Польщею і проіснувало всього кілька місяців: восени 1919 року територія Литовсько-Білоруської РСР була зайнята польськими військами.
Після закінчення радянсько-польської війни та підписання Ризького мирного договору (18 березня 1921 року), білоруські землі були розділені на дві частини, одна з яких (Західна Білорусь) увійшла до складу Польщі. На території Східної Білорусі була відновлена Радянська республіка в складі 6-ти повітів колишньої Мінської губернії. Зменшення білоруської етнічної території негативно вплинули на консолідацію білоруського етносу, формування його національної самосвідомості, політичний, економічний і духовний розвиток. В результаті входження БРСР до складу Радянського Союзу постало питання про збільшення її території. Цей процес був початий в 1924 році, коли Президія ЦВК СРСР затвердила зміну кордонів БРСР і РРФСР, зазначивши, що «до складу Білоруської республіки увійшли всі території Радянського Союзу з більшістю білоруського населення» (зі звіту Тимчасового Білоруського Бюро ЦК РКП(б) за час лютий-травень 1924 року). До складу Білорусі були повернуті 15 повітів і деякі райони Вітебської, Гомельської, Смоленської губерній. В результаті цього територія БРСР збільшилася більш ніж в 2 рази і склала 110584 км², кількість населення — 4,2 млн осіб. У 1926 році до складу БССР увійшли Гомельський і Речицький повіти (15727 км², 649 тис. осіб).
Нове укрупнення території Білорусі сталося в 1939 році. Згідно з секретними протоколами, підписаними Німеччиною і Радянським Союзом щодо розподілу сфер впливу, останньому дісталися Західна Білорусь і Західна Україна. Західнобілоруські землі (100 тис. км², 4,7 млн осіб) були включені до складу БРСР і розділені на п'ять областей: Пінську, Берестейську, Білостоцьку, Вілейську, Барановицьку.
Попри український національний характер Полісся, регіон було приєднане до БРСР. Кордон між УРСР і БРСР прокладено не за етнічною білорусько-українською межею, а за адміністративною межею між Волинським і Поліським воєводствами з частковим випрямленням шляхом приєднання до УРСР Камінь-Каширського повіту та окремих сіл Кобринського і Дорогичинського повітів. Рішення не враховувало думку місцевого населення та було ухвалене винятково на основі адміністративної належності регіону в складі попередніх держав (Берестейське воєводство перебувало в складі Великого князівства Литовського, а Гродненська та Мінська губернії у Віленському генерал-губернаторстві Російської імперії).
Об'єднання Білорусі мало дуже велике значення в процесі консолідації білоруської нації, у розвитку матеріальної і духовної культури білоруського народу. Окреслені вище процеси не були останніми в перекроюванні кордонів Білорусі. Виходячи зі своїх геополітичних інтересів, керівництво СРСР 10 жовтня 1939 року передало Литовській республіці білоруську етнічну територію — Вільно і Віленську область. Ці землі послужили предметом обміну за пропуск радянських військ через Литву, за право тримати на території Литви обмежений контингент радянських збройних сил. Подібне рішення керівництва СРСР було прийнято без згоди білоруського народу.
Остання зміна кордонів Білорусі відбулася після закінчення радянсько-німецької війни. 16 серпня 1945 року СРСР і Польща підписали договір про радянсько-польський кордон. Згідно з ним, Польщі передавалися 17 районів Білосточчині з Білостоком і 3 райони Берестейської області, що склало 14,3 тис. км², на яких проживало близько 638 тисяч осіб.